# Platysoma tribistriatum
Platysoma tribistriatum är en skalbaggsart som beskrevs av Sylvain Auguste de Marseul 1879. Platysoma tribistriatum ingår i släktet Platysoma och familjen stumpbaggar. Inga underarter finns listade i Catalogue of Life.